# جون ر. بارك
جون ر. بارك (بالإنجليزية: John R. Park)‏ هو مدرس أمريكي، ولد في 7 مايو 1833 في تيفين في الولايات المتحدة، وتوفي في 29 سبتمبر 1900.